# Râle des Talaud
Gymnocrex talaudensis
Espèce
Statut de conservation UICN

 EN B1ab(ii,iii,iv,v);C2a(ii) : En danger
Le Râle de Talaud, Râle des Talaud ou Râle des îles Talaud (Gymnocrex talaudensis) est une espèce d'oiseaux de la famille des Rallidae.

## Répartition
Cet oiseau est endémique des îles Talaud en Indonésie.